# Мухтаров, Магомед Завурбегович
Магомед Завурбегович Мухтаров (19 августа 2003) — российский борец греко-римского стиля, призёр чемпионата России.

## Спортивная карьера
Является воспитанником дагестанской школы борьбы, занимается под руководством Ислама Арсланханова. В феврале 2021 года в Каспийске выиграл молодёжное Первенство СКФО. В марте 2022 года в Самаре стал серебряным призёром молодёжного Первенства России. В ноябре 2022 года в Каспийске в финале международного турнира среди юниоров памяти Сураката Асиятилова, ведя в счете 5:2 в схватке с выступающим за Беларусь Абубакаром Хаслахановым, попался на туше, став тем самым серебряным призёром. 31 января 2023 года ему было присвоено звание мастер спорта России. 10 марта 2023 года в Бердске, одолев в финале Даниила Андриянова из Московской области, выиграл Первенство России среди юниоров до 20 лет. В мае 2023 года в Каспийске в финале международного турнира среди юниоров памяти Сураката Асиятилова вновь уступил Абубакару Хаслаханову. В августе 2023 года в Иордании стал бронзовым призёром Первенства мира среди юниоров до 21 года. 20 января 2024 года в Наро-Фоминске, одолев в схватке за 3 место Артура Арзуманяна из Краснодарского края со счётом 10:1, стал бронзовым призёром чемпионата России

## Спортивные результаты на крупных турнирах
- Первенство мира по борьбе среди юниоров U21 2023 — ;
- Чемпионат России по греко-римской борьбе 2024 — ;